# Shauna Robertson
Shauna Robertson (18 de diciembre de 1975) es una productora de cine canadiense.

## Carrera
Después de dejar instituto a la edad de 16 años, Robertson se trasladó de Toronto, Canadá a Los Ángeles, California. Se hizo ayudante de Mike Binder, a quién ella había encontrado en el Campo Tamakwa, habían conmemorado la película Indian Summer, en 1993. Continuó trabajando para Hart Bochner, Jay Roach y Adam McKay. Con McKay en Elfo, ella encontró a Will Ferrell, que le trajo para trabajar en Anchorman: The Legend of Ron Burgundy, donde primero encontró al productor-director Judd Apatow. Con Apatow, produjo en 2005 Virgen de 40 años, Olvido (2007), y (2008) Peloteado y Supermalo el Expreso de Piña y de Sarah Marshall. Mientras Robertson creaba su papel como productora femenino debe equilibrar hacia fuera el humor masculino en películas, Apatow le ha llamado "la mujer rara que siempre quiere tomar la broma más lejos que cualquier hombre quiere ir. Toda la desnudez en mis películas es un resultado de Shauna que empuja mí y la llamada de mí un bragazas". Actor Jonah Hill también ha demandado que Robertson es "el camino más perverso que cualquiera de nosotros", mandando a los escritores masculinos, directores, productores y actores de la empresa de producción de Apatow Producciones de Apatow.

## Vida personal
Robertson creció en una granja a las afueras de Toronto, Canadá. Ella dice que su preparación más grande para hacerse un productor fue el hecho de que tenía padres buenos: "Esto es la educación buena para tener una familia increíblemente irresponsable. Esto fuerza a una persona joven a tomar la responsabilidad, ser organizado. Mi madre me llamó el dictador benévolo porque me gustaron cosas hechas de un modo eficiente" Dejó el instituto a la edad de 16 años para moverse a Los Ángeles, California. 
Después de seis años de noviazgo, Robertson y el actor estadounidense Edward Norton contrajeron matrimonio en 2012. Tienen dos hijos en común.

## Filmografía
| Año  | Título                                | Role                              |
| ---- | ------------------------------------- | --------------------------------- |
| 2008 | Pineapple Express                     | Productora                        |
| 2008 | Forgetting Sarah Marshall             | Productora                        |
| 2007 | Superbad                              | Productora                        |
| 2007 | Knocked Up                            | Productora                        |
| 2005 | The 40-Year-Old Virgin                | Productora                        |
| 2004 | Wake Up, Ron Burgundy: The Lost Movie | Productora ejecutiva              |
| 2004 | Anchorman: The Legend of Ron Burgundy | Productora ejecutiva              |
| 2003 | Elf                                   | Productora                        |
| 2000 | Meet the Parents                      | Coproductora (es Shauna Weinberg) |
| 1999 | Mystery, Alaska                       | Productora                        |